# Bartang
Bartang (ruski i tadžički : Bartang) je rijeka središnje Azije, a pritoka je rijeke Panj, koja je sama pritoka Amu Darje. U svom gornjem toku, također je poznat kao Murghab i Aksu ; teče kroz Wakhan u Afganistanu, zatim kroz okrug Rušon u autonomnoj regiji Gorno-Badahšan, Tadžikistan. Rijeka je duga 528 km (133 km isključujući Aksu i Murgab), sa porječjem površine 24 700 km2.

## Tok rijeke
Rijeka izvire u jezeru Chaqmaqtin u Malom Pamiru u Wakhanu, gdje je poznata kao Aksu ili Oksu ("bijela voda"). Zatim teče na istok i prelazi u Tadžikistan, zatim skreće na sjever prema gradu Murghab prolazeći pored sela Šaimak.
Ispod grada Murghaba rijeka se zove Murghab (Tadžički jezik: Мурғоб, perzijski: Murghob što znači "Ptičja rijeka", rus. Мургаб).
Nekoliko kilometara ispod Murghaba nalazi se jezero Sarez, nastalo klizištem tijekom potresa u Sarezu 1911. godine, koji je stvorio najvišu prirodnu branu na svijetu, branu Usoi.
U rijeku se ulijeva rijeka Ghudara neposredno ispod jezera Sarez. Od spoja rijeka je poznata kao Bartang. Bartang teče 132 km niz zapadne planine Pamir nakon čega se ulijeva u Panj na granici Tadžikistana i Afganistana. Veći dio rijeke nalazi se unutar granica nacionalnog parka Tadžik. Bartang uglavnom dobiva vodu iz ledenjaka i topljenjem snijega. To je jedina rijeka koja presijeca Gorno-Badahšan s istoka na zapad.
Bartang ulazi u Panj neposredno uzvodno od grada Rušona.

## Pristup
'Bartang' znači 'uzak prolaz'. Prije 20. stoljeća putovanja su zahtijevala gazove, ljestve i platforme postavljene na strane litica. Postojale su tri staze, jedna uz rijeku, korisna samo u jesen kad je voda niska, druga po liticama i treća, znatno duža, kojom su se tovarne životinje mogle voditi po planinskim grebenima. Moderna cesta može postati neprohodna iza Basida zbog odrona. Iznad Basida je veliko selo Rošov. Iznad toga se spajaju rijeke Gudara i Murgab i tvore Bartang. Cesta slijedi Gudatu sjeveroistočno do njenog spoja s Tanimasom koji vodi na zapad do ledenjaka Fedčenko. Svojevrsna cesta nastavlja istočno do jezera Karakul.
Murgab uglavnom nije prolazan osim avanturistički. Zadnjih 37 je zemljani put km do grada Murgab. Iznad Murghaba cesta za džipove, sve slabije kvalitete, prati rijeku jugoistočno do Tokhtamisha i Šaimaka.

## Jezero Sarez
Dana 18. veljače 1911., potres u Sarezu, procijenjene jačine 7,4 po Richteru, izazvao je veliko klizište koje je potpuno blokiralo tok rijeke Murgab i zatrpalo lokalno selo. Klizište, koje se procjenjuje na dva kubična kilometra stijene, formiralo je prirodnu branu nazvanu brana Usoi. Tijekom sljedećih mjeseci Murgab je ispunio prostor iza Usoija i formirao jezero Sarez, koje sada ispunjava oko 60 kilometara u dužini doline rijeke Murgab i sadrži 17 kubičnih kilometara vode. Geolozi vjeruju da bi brana mogla biti nestabilna i da bi se mogla urušiti tijekom budućeg jakog potresa, bilo zbog strukturalnog kvara same zemljane brane ili ukapljivanja tla i krhotina stijena koje čine branu. Zid brane Usoi preživio je potres magnitude 7,2, 7. prosinca 2015., bez vidljivih znakova propadanja.

## Vanjske poveznice
- Karta velikih riječnih slivova unutar Tadžikistana  Arhivirana inačica izvorne stranice od 9. svibnja 2005. (Wayback Machine)
- Indeks karata i grafikona koji se odnose na vodne resurse Tadžikistana  Arhivirana inačica izvorne stranice od 1. svibnja 2006. (Wayback Machine)
- Karta regije Gorno-Badakhshan u Tadžikistanu  Arhivirana inačica izvorne stranice od 19. prosinca 2008. (Wayback Machine)
- Opis vožnje biciklom u Tadžikistanu, uključujući dolinu Bartang